# Tim Weisberg 4
Tim Weisberg 4 is het vierde muziekalbum van de fluitist Tim Weisberg en zijn muzikale partner van destijds Lynn Blessing. Het album laat een kruising horen tussen fusion en easy listening, met een vleugje progressieve rock; de muziek vertoont sterke overeenkomsten met de muziek van Camel ten tijde van Peter Bardens. Verschil zit hem in het feit dat het album bijna geheel instrumentaal is en de gitaarpartij bijna geheel ontbreekt. Het album is opgenomen in diverse studio’s in de Verenigde Staten. Het is het enige oorspronkelijke muziekalbum dat A&M van deze artiest op compact disc heeft laten persen, later volgde nog een versie van BMG. De A&M-cd heeft een typisch Amerikaans bestelnummer en is waarschijnlijk alleen daar uitgebracht (CD 3121).

## Musici
- Tim Weisberg – dwarsfluit, altfluit, basfluit, synthesizers, percussie en stem
- Lynn Blessing – orgel synthesizers en vibrafoon
- Doug Anderson – Fender basgitaar, akoestische gitaar
- Todd Robinson – gitaar
- Marty Foltz – percussie en congas

met
- Judee Sill – gitaar, celesta en instrument
- Tom Peltier, Art Johnson, Judee Sill – achtergrondzang

## Composities
1. Invisible messenger (0:56) (Weisberg)
2. California memories
  1. County line (2:42) (Robinson/Anderson)
  2. Sand castles (4:10) (Robinson)
  3. The king’s highway (2:41) (Blessing)
3. Winged invitation (3:54) (Blessing)
4. Flight of the Phoenix (1:58) (Andersaon/Robinson)
5. Someday my prince will come (1:27) (Frank Churchill, Larry Money)
6. The bruiser (3:21)(Weisberg, Jim Krueger)
7. Angelic smile (1:16) (Anderson)
8. The visit (3:22) (Weisberg, Blessing)
9. Dion blue (3:29) (Anderson)
10. premonition (0:54) (Weisberg)
11. Travesty (3:41) (Anderson)
12. Good news (1:16) (Weisberg, Blessing)

Dreamspeaker · High Risk · Hurtwood Edge · Listen To The City · Live at Last · Naked Eyes · Night-Rider! · No Resemblance Whatsoever · Outrageous Temptations · Party Of One · Rotations · Smile! The best of Tim Weisberg · Time Traveler · Tim Weisberg · Tim Weisberg 4 · Tim Weisberg Band · Tip Of The Weisberg · Traveling Light · Twin Sons of Different Mothers · Undercover